# Karl Jellinghaus

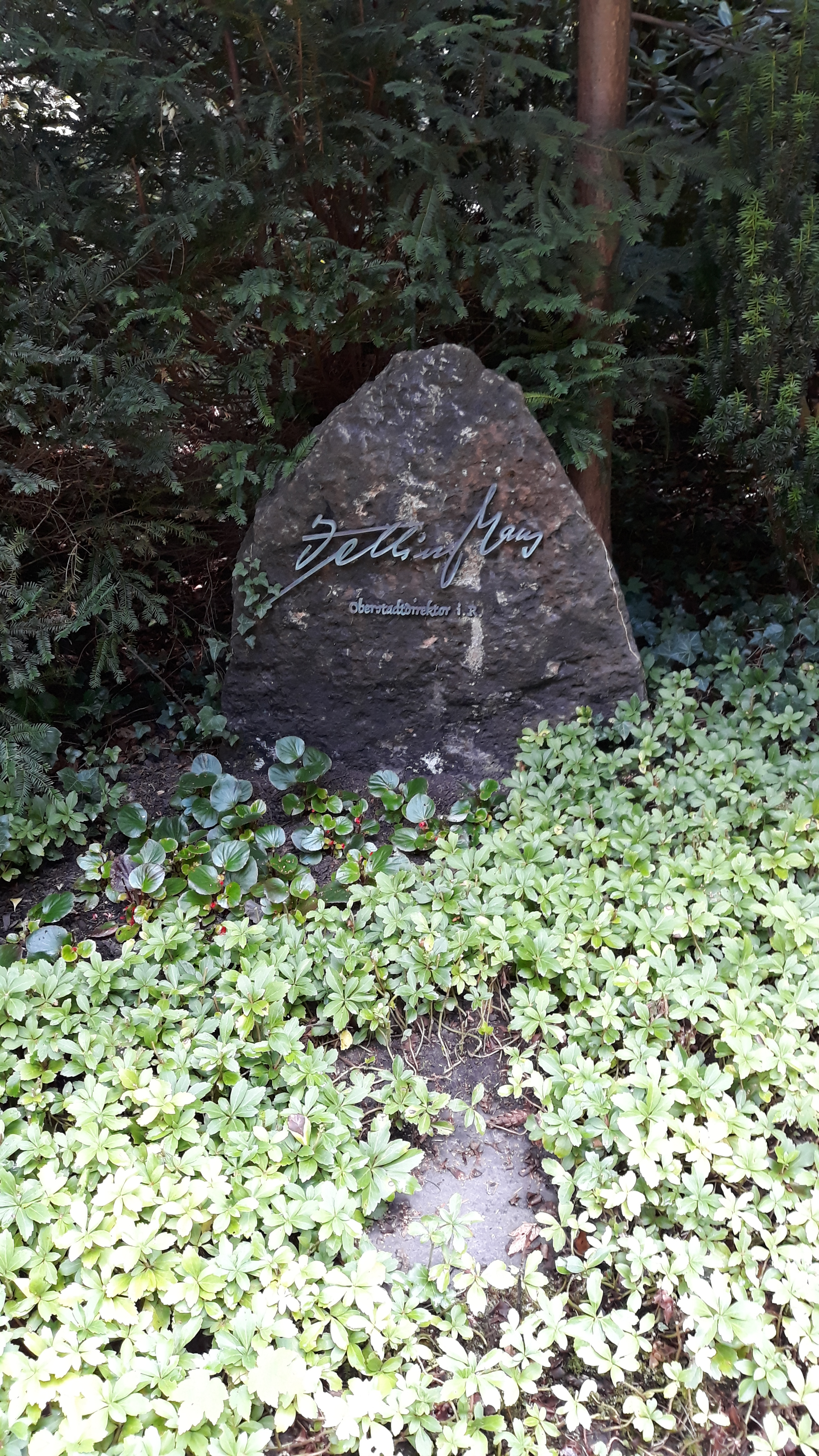
Das Grab von Karl Jellinghaus auf dem Friedhof Delstern in Hagen.

Karl Jellinghaus (geboren 29. März 1897 in Almelo, Niederlande; gestorben 4. März 1973 in Hagen) war ein deutscher Kommunalbeamter, Sozialpolitiker und Experte für Richtsätze der Sozialhilfe.

## Leben
Karl Jellinghaus war ein Sohn eines Böttchermeisters. Nach der Volksschule machte er von 1911 bis 1914 eine Verwaltungslehre und absolvierte die Gehilfenprüfung bei der Stadt Haspe. Er besuchte anschließend eine kaufmännische Fortbildungsschule. Im September 1916 wurde er als Soldat eingezogen und war nach Kriegsende bis Mai 1919 in Kriegsgefangenschaft. Danach wurde er Mitglied der SPD und ging wieder in den Dienst der Stadtverwaltung Haspe, die ihn im Kriegsfürsorge- und im Berufsamt einsetzte. 1926 wurde er Amtsleiter des Wohlfahrtsamtes. Jellinghaus wechselte 1929 mit der Kommunalreform zur Stadtverwaltung Hagen, wo er die Arbeitslosenfürsorgestelle leitete.
In Hagen wurde er 1929 Stadtratsabgeordneter für die SPD und deren Fraktionsführer. Bei den Kommunalwahlen 1933 wurde er wiedergewählt und wurde auch in den Provinziallandtag der Provinz Westfalen gewählt. Nach der Machtübergabe an die Nationalsozialisten wurde er im September 1933 aus politischen Gründen entlassen und wurde arbeitslos. 1935 fand er eine Stelle beim Deutschen Gemeindeverlag Berlin. Jellinghaus wurde 1939 erneut als Soldat eingezogen und geriet bei Kriegsende 1945 in US-amerikanische Kriegsgefangenschaft. 
Ab August 1945 war Jellinghaus wieder im Fürsorgeamt der Stadt Hagen tätig und wurde Stadtrat und Dezernent für Jugend- und Wohlfahrtspflege. 1947 wurde er zum Stadtdirektor gewählt und 1955 als Nachfolger von Ewald Sasse zum Oberstadtdirektor. Er wurde 1947 Vorsitzender des Sozialausschusses des Deutschen Städtetags (DST) und entwickelte eine rege Verbandstätigkeit auch beim Landschaftsverband Westfalen-Lippe und beim Deutschen Verein für öffentliche und private Fürsorge (DV). Jellinghaus war maßgeblich beteiligt an der Formulierung des Bundessozialhilfegesetzes (BSHG) und an der ersten Regelsatzverordnung 1962. 1959 wurde er zum Sozialrichter beim Bundessozialgericht gewählt. 
Jellinghaus erhielt das Ehrenzeichen des Deutschen Roten Kreuzes und den Großen Verdienstorden der Bundesrepublik Deutschland. 

## Schriften
- Erfahrungen und Lehren aus der Kriegsopferversorgung und -fürsorge; Rückschau und Ausblick. Stuttgart: W. Kohlhammer, 1948
- Richtsatzpolitik: eine Teilfrage der Fürsorge. Vortrag als Manuskript gedruckt. 30 Seiten. Dortmund: Westfälische Verlagsanstalt, 1949